# Державний діяч
Держа́вний дія́ч — термін, який використовують щодо осіб, які посідають найвищі державні посади — президенти держави, голови уряду, члени уряду, визначні дипломати, а також найвизначніші та найвпливовіші політики (політичні діячі). Поняття часто використовують у сфері міжнародних або закордонних справ. Міністрів закордонних справ часто називають державними діячами, але водночас чиновників на місцевому рівні, рангу міських голів, так не називають.
|                              | Відмінність державного діяча від політика в тім, що політик орієнтується на наступні вибори, а державний діяч — на наступне покоління. |
| — Вінстон Черчилль[джерело?] | |